# Georg Ertl
Georg Ertl (Augusta, 17 marzo 1901 – 22 ottobre 1968) è stato un allenatore di calcio e calciatore tedesco, di ruolo portiere.